# Perkins
|  | Per a altres significats, vegeu «Henry Southwick Perkins». |

Perkins és una ciutat a l'estat d'Oklahoma que segons el cens del 2000 tenia 2.272 habitants.

## Demografia
Segons el cens del 2000, Perkins tenia 2.272 habitants, 913 habitatges, i 644 famílies. La densitat de població era de 393,4 habitants per km².
Dels 913 habitatges en un 32,9% hi vivien nens de menys de 18 anys, en un 54,2% hi vivien parelles casades, en un 13,6% dones solteres, i en un 29,4% no eren unitats familiars. En el 27,1% dels habitatges hi vivien persones soles el 10,2% de les quals corresponia a persones de 65 anys o més que vivien soles. El nombre mitjà de persones vivint en cada habitatge era de 2,49 i el nombre mitjà de persones que vivien en cada família era de 3,02.
Per edats la població es repartia de la següent manera: un 27,2% tenia menys de 18 anys, un 9,2% entre 18 i 24, un 28,8% entre 25 i 44, un 20,8% de 45 a 60 i un 14% 65 anys o més.
L'edat mediana era de 35 anys. Per cada 100 dones de 18 o més anys hi havia 81,5 homes.
La renda mediana per habitatge era de 30.030$ i la renda mediana per família de 38.580 $. Els homes tenien una renda mediana de 26.553 $ mentre que les dones 20.761 $. La renda per capita de la població era de 14.955 $. Entorn del 7,6% de les famílies i l'11,2% de la població estaven per davall del llindar de pobresa.

## Poblacions properes
El següent diagrama mostra les poblacions més properes.